# Zonosaurus trilineatus
Zonosaurus trilineatus là một loài thằn lằn trong họ Gerrhosauridae. Loài này được Angel mô tả khoa học đầu tiên năm 1939.